# لي جونغ-راي (لاعب كرة قدم)
لي جونغ-راي (هانغل: 이정래) هو لاعب كرة قدم كوري جنوبي في مركز حراسة المرمى، ولد في 12 نوفمبر 1979 في كوريا الجنوبية. لعب مع نادي غوانغجو.

## وصلات خارجية
- لي جونغ-راي (لاعب كرة قدم) على موقع دوري كوريا الجنوبية (الإنجليزية)